# Bâsca Chiojdului, Buzău
Bâsca Chiojdului este un sat în comuna Chiojdu din județul Buzău, Muntenia, România. Se află în nord-vestul județului, în Munții Siriului.